# Grandvalira
Grandvalira es una estación de esquí situada en los Pirineos dentro del Principado de Andorra, está especialmente orientada a la práctica del esquí alpino, ocupa una amplia zona que va desde el centro del país y se extiende hacia el este hasta llegar junto a la frontera con Francia.
Grandvalira es el dominio esquiable más grande de los Pirineos contando con más de 200 km de pistas, y atrayendo más de un millon de esquiadores al año. Actualmente tiene 7 accesos diferentes a pistas a lo largo de la Carretera General 2 andorrana o la carretera de Francia, siguiendo el curso del río Valira de Oriente del cual toma el nombre.

## Accesos
Cada acceso pertenece a cada uno de los siete sectores de la estación: 
- Pas de la Casa (2100 m) Sector P.
- Grau Roig (2120 m) Sector G.
- El Peretol (1950 m) Sector PE.
- Soldeu  (1800 m) Sector S.
- El Tarter (1719 m) Sector T.
- Canillo (1500 m) Sector C (no es pie de pista, acceso a pistas por telecabina).
- Encamp (1300 m) Sector E (no es pie de pista, acceso a pistas por telecabina).

## Servicios
A continuación se indica una lista con los servicios disponibles y los núcleos donde se pueden encontrar.
- P1 Pas de la Casa (2100 m): aparcamiento al aire libre y cubierto, información, primeros auxilios, escuela esquí/snow, cafetería, restaurante.
- P2 Font Negre (2140 m): información, aseos, escuela esquí/snow, cafetería, restaurante.
- P3 Abelletes (2200 m): aparcamiento al aire libre, guardaesquís, jardín de nieve.
- P4 Costa Rodona (2218 m): aparcamiento al aire libre, información, aseos, cafetería, restaurante.
- P5 Coll Blanc (2528 m): aseos, primeros auxilios, cafetería, y restaurante de comida rápida, restaurante.
- G1 Grau Roig (2120 m): aparcamiento al aire libre, información, aseos, cafetería, restaurante.
- G2 Cubil (2100 m): aparcamiento al aire libre, información, aseos, guardaesquís, escuela esquí/snow, guardería, jardín de nieve, cafetería, restaurante.
- G3 Piolet (2150 m): aseos, cafetería, restaurante.
- G4 Pessons (2307 m): aseos, cafetería, restaurante.
- G5 Llac del Cubil (2295 m): aseos, primeros auxilios, cafetería, restaurante.
- G6 El Peretol (1942 m): aparcamiento al aire libre, aseos, cafetería, restaurante.
- S1 Soldeu (1800 m): aparcamiento al aire libre y cubierto, información, aseos, primeros auxilios, escuela esquí/snow.
- S2 Espiolets (2250 m): información, aseos, guardaesquís, escuela esquí/snow, guardería, jardín de nieve, cafetería, restaurante.
- T1 El Tarter (1719 m): aparcamiento al aire libre, aseos, primeros auxilios, guardaesquís, escuela esquí/snow, cafetería, restaurante.
- T2 Riba Escorxada (2100 m): información, aseos, guardaesquís, escuela esquí/snow, guardería, jardín de nieve, cafetería, restaurante.
- T3 Tosa de la Llosada (2560 m): aseos, primeros auxilios, cafetería, restaurante.
- C1 Canillo (1500 m): aparcamiento al aire libre y cubierto, aseos, primeros auxilios, guardaesquís.
- C2 El Forn (2000 m): información, aseos, guardaesquís, escuela esquí/snow, guardería, jardín de nieve, cafetería, restaurante.
- E1 Encamp (1300 m): aparcamiento al aire libre y cubierto, información, aseos, guardaesquís, escuela esquí/snow.
- E2 Cortalls (2502 m): información, aseos, primeros auxilios, guardaesquís, escuela esquí/snow, jardín de nieve, cafetería, restaurante.

## Actividades en invierno
Aparte del esquí alpino, se pueden practicar otras actividades o disfrutar de áreas especialmente preparadas en algunas especialidades relacionadas con el esquí alpino.
- P1 Pas de la Casa (2100 m): esquí nocturno.
- P2 Font Negre (2140 m):  zona debutantes, boardercross.
- P3 Abelletes (2200 m): zona debutantes.
- P4 Costa Rodona (2218 m): pista de baches.
- G1 Grau Roig (2120 m): zona debutantes, snowpark, pista copa del mundo, esquí del fondo, circuito raquetas de nieve, mushing, tubbing.
- G2 Cubil (2100 m): zona debutantes, motonieve,  circuito raquetas de nieve, mushing.
- G3 Piolet (2150 m): zona debutantes, circuito raquetas de nieve.
- G4 Pessons (2307 m): circuito raquetas de nieve.
- G5 Llac del Cubil (2295 m): circuito raquetas de nieve.
- G6 El Peretol (1942 m): snowpark, motonieve, circuito raquetas de nieve, mushing, esquí nocturno.
- S1 Soldeu (1800 m): pista copa del mundo, motonieve.
- S2 Espiolets (2250 m): eslalon cronometrado, helipuerto.
- T1 El Tarter (1719 m): pista copa del mundo,
- T2 Riba Escorxada (2100 m): zona debutantes, snowpark, pista de baches, esquí fuera pista, esquí retrac, circuito raquetas de nieve, mushing.
- C2 El Forn (2000 m): zona debutantes, esquí fuera pista, circuito raquetas de nieve, pista de trineos, circuito de aventura.
- E2 Cortalls (2502 m): zona debutantes.

## Historia

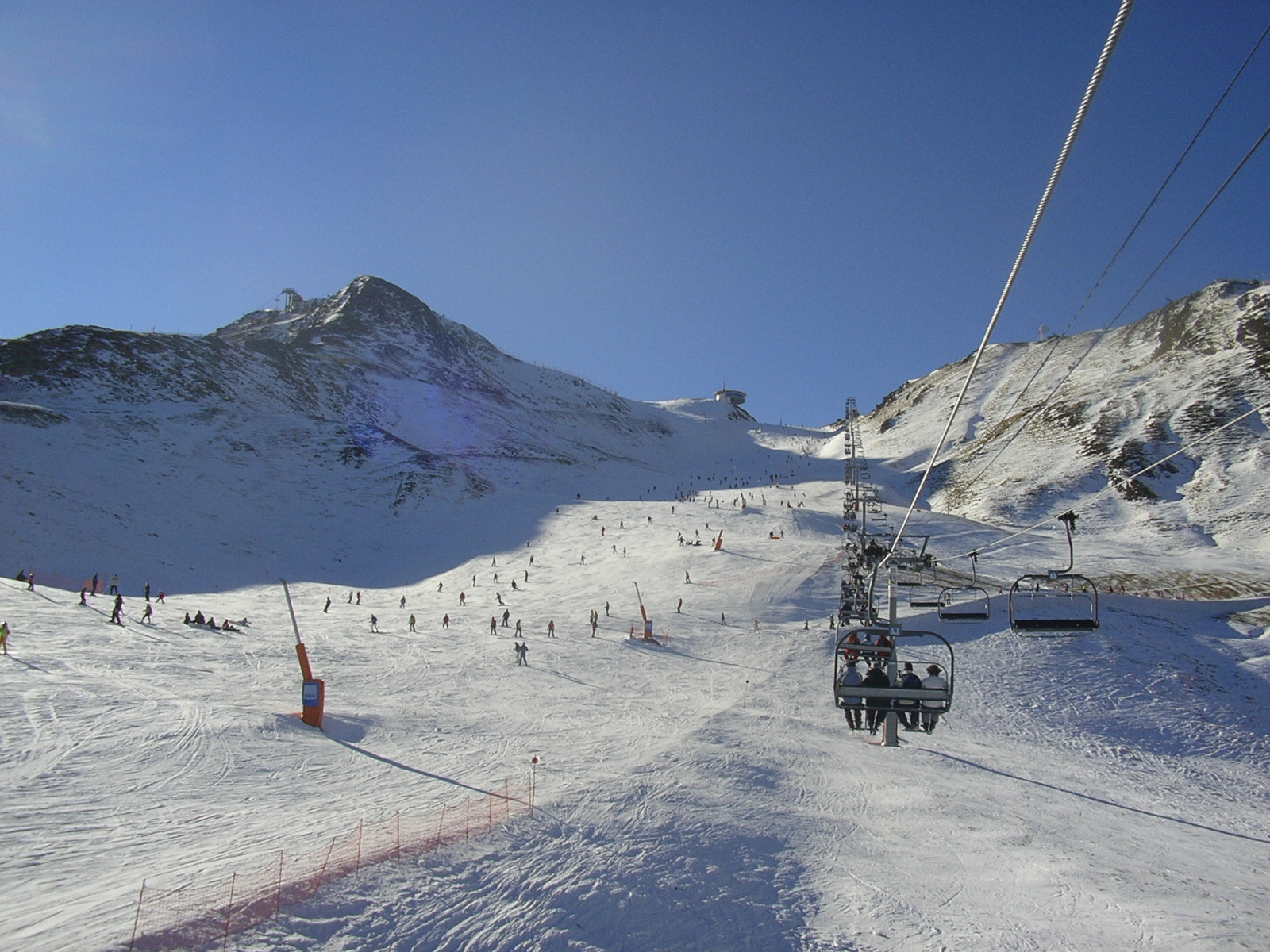
Sector Pas de la Casa.

Grandvalira se constituyó en el invierno de 2003 como resultado de la fusión de Pas de la Casa - Grau Roig, (fundada en 1956) y Soldeu El Tarter (fundada en 1964). En el 2007 Pas de la Casa - Grau Roig celebró el 50 aniversario de su fundación, que se dio en el año 1956 cuando Francesc Viladomat instaló el primer telesquí al pie del Coll Blanc, que podía transportar 450 esquiadores cada hora. Posteriormente 'Telesquís Viladomat' fue absorbida por Saetde (Hble. Común de Encamp, Albareda , Villeró,  Delsol,  entre otros). Así, la estación se fue ampliando hacia el Circo de Pessons y hacia la zona de Cortals de Encamp. En la temporada 2019-2020 se creó el nuevo sector Peretol.
Los primeros cañones de nieve artificial se instalaron en 1985 en la Estación esquí Pas de la Casa - Grau roig y en el 1997 el primer telesilla desembragable de seis plazas de los Pirineos.  

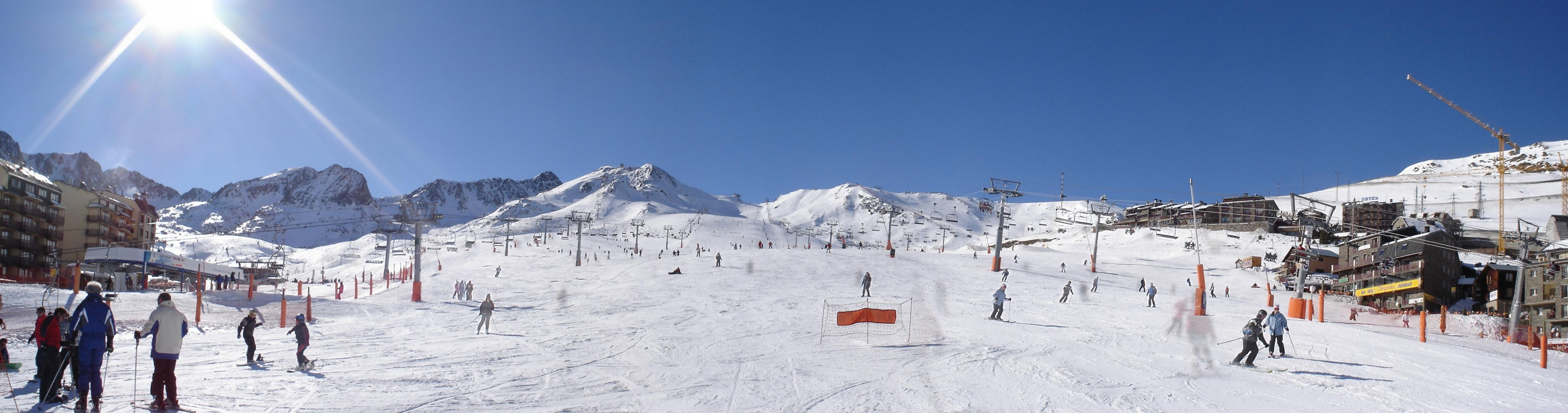
Panorámica del sector del Pas de la Casa.